# 奧利奧鎮區 (伊利諾伊州伍德福德縣)
奧利奧鎮區（英語：Olio Township）是位於美國伊利諾伊州伍德福德縣的一個行政鎮區。

## 地方資料
根據2010年美國人口普查的數據，奧利奧鎮區的面積為81.50平方千米，當中陸地面積為81.40平方千米，而水域面積為0.10平方千米。當地共有人口4980人，而人口密度為每平方千米61.1人。